# Denham (Mid Suffolk)
Denham is een civil parish in het bestuurlijke gebied Mid Suffolk, in het Engelse graafschap Suffolk.